# Sexy Zone 5th Anniversary Best
『Sexy Zone 5th Anniversary Best』（セクシーゾーン フィフス アニバーサリー ベスト）は、2016年11月16日にポニーキャニオンから発売されたSexy Zoneの1枚目のベスト・アルバム。

## 概要
Sexy Zone初のベストアルバム。DISC1にはこれまでに発売されたシングルの表題曲13曲のほか、メンバー5人が作詞の最新曲「STAGE」が収録され、DISC2にはメンバーが選曲したカップリング曲、アルバム曲10曲が収録されている。
本作は、シングルのミュージックビデオのほか、メンバーがホームパーティをしながら過去の映像を鑑賞し、5年間を振り返る特別映像「Sexy Memories～僕たちの歩んだ5年の軌跡～」収録のDVDが付属する初回限定盤A、DISC2に「Summer Paradise 2016」で発表されたメンバーソロ曲5曲が追加収録され、Sexy Zoneの冠番組「Sexy Zone CHANNEL」からメンバーが選んだ傑作選やダイジェスト映像収録のDVDが付属する初回限定盤B、通常形態の通常盤の3形態で発売。通常盤には5th Anniversary スペシャル･プライス仕様（価格は2315円+税）と通常プレス仕様（価格は3000円+税）が存在する。5th Anniversary スペシャル･プライス仕様は2016年12月末までの期間限定出荷となっており（現在は廃盤）、2017年１月以降は通常プレス仕様が出荷されている。
なお、発売時点の最新シングル曲「よびすて」は収録されず、次のアルバム『XYZ=repainting』に収録された。

## 収録曲

### CD
※はアルバム初収録曲。シングル曲などの詳細はそのページを参照。

#### DISC 1
1. Sexy Zone
作詞：Satomi、作曲：馬飼野康二、編曲：CHOKKAKU
  - 1stシングル
2. Lady ダイヤモンド
作詞：松井五郎、作曲：馬飼野康二、編曲：船山基紀
  - 2ndシングル
3. Sexy Summerに雪が降る
作詞：三浦徳子、作曲：Janne Hyoty/Martin Grano、編曲：鈴木Daichi秀行
  - 3rdシングル
4. Real Sexy!
作詞：松井五郎、作曲：馬飼野康二、編曲：立山秋航
  - 4thシングルの1曲目
5. BAD BOYS - 中島健人・菊池風磨・佐藤勝利
作詞：ENA☆、作曲：DAICHI/Kinboom、編曲：生田真心
  - 4thシングルの2曲目
6. バィバィDuバィ 〜See you again〜
作詞：小林光明、作曲：ニホンジン/bansei.、編曲：鈴木Daichi秀行
  - 5thシングルの1曲目
7. A MY GIRL FRIEND - 中島健人・菊池風磨・佐藤勝利
作詞：野島伸司、作曲：谷口尚久、編曲：生田真心
  - 5thシングルの2曲目
8. King & Queen & Joker
作詞：三浦徳子、作曲：Susumu Kawaguchi/Joakim Bjornberg/Christofer Erixon、編曲：生田真心
  - 6thシングル
9. 男 never give up - 中島健人・菊池風磨・佐藤勝利
作詞：三浦徳子、作曲：Susumu Kawaguchi/Joakim Bjornberg/Christofer Erixon、編曲：生田真心
  - 7thシングル
10. 君にHITOMEBORE - 中島健人・菊池風磨・佐藤勝利
作詞：岩里祐穂、作曲：井手コウジ、編曲：鈴木雅也
  - 8thシングル
11. Cha-Cha-Cha チャンピオン - 中島健人・菊池風磨・佐藤勝利
作詞：岩里祐穂、作曲：Fredrik"Figge"Bostrom、編曲：石塚知生
  - 9thシングル
12. カラフル Eyes
作詞：久保田洋司、作曲：Andreas Ohrm/Henrik Smith/Andreas Oberg、編曲：船山基紀
  - 10thシングル
13. 勝利の日まで※
作詞：MiNE/春和文、作曲：Jan Andersson/Peter Heden、編曲：立川秋航
  - 11thシングル
14. STAGE
作詞：Sexy Zone、作曲：KOUDAI IWATSUBO、編曲：石塚知生
  - 新曲

#### DISC 2
※ソロ曲は初回限定盤Bのみ収録。
1. Hey!! Summer Honey - 中島健人
作詞・作曲：中島健人、編曲：tasuku
  - 新曲
2. Break out my shell - 松島聡
作詞：zopp、作曲：川口進/Joakim Bjornberg/Christofer Erixon、編曲：Joakim Bjornberg/佐原康太
  - 新曲
3. Welcome to the paradise - マリウス葉
作詞：小林光明、作曲：馬飼野康二、編曲：生田真心
  - 新曲
4. Why? - 佐藤勝利
作詞：Emi K.Lynn、作曲：Hjalmar Wilen/Sebastian Krantz、編曲：Hjalmar Wilen/川口進
  - 新曲
5. ...more - 菊池風磨
作詞・作曲：菊池風磨、編曲：GRP
  - 新曲
6. Love Confusion
作詞：松井五郎、作曲：馬飼野康二、編曲：船山基紀
  - 4thアルバム「Welcome to Sexy Zone」収録曲
7. Make my day
作詞：三浦徳子、作曲：川口進/Joakim Bjornberg/Christofer Erixon、編曲：生田真心
  - 10thシングルカップリング
8. IF YOU WANNA DANCE
作詞・作曲：Shusui/Anders Dannvik、編曲：中西裕之
  - 1stアルバム「one Sexy Zone」収録曲
9. 24-7 〜僕らのストーリー〜
作詞：Emi K.Lynn、作曲：Samuel Waermo/Susumu Kawaguchi、編曲：生田真心
  - 4thアルバムリードトラック
10. Silver Moon
作詞：上中丈弥、作曲：川口進/Christofer Erixon/Joakim Bjornberg、編曲：生田真心
  - 1stアルバム収録曲
11. 4 Seasons
作詞：miyakei、作曲：HIKARI/DAICHI、編曲：生田真心
  - 2ndアルバム「Sexy Second」収録曲
12. Celebration!
作詞：Emi K.Lynn、作曲：Susumu Kawaguchi/Joakim Bjornberg/Christofer Erixon/CHOKKAKU、編曲：CHOKKAKU
  - 4thアルバム収録曲
13. Hey you!
作詞：三浦徳子、作曲：多田慎也/木之下慶行、編曲：鈴木Daichi秀行
  - 3rdアルバム「Sexy Power3」収録曲
14. With you※
作詞：ケリー、作曲：DAICHI/Samuli Laiho、編曲：清水哲平
  - 1stシングルカップリング
15. Congratulations (2016 ver.)
作詞：zopp、作曲：Samuel Waermo/Stefan Ekstedt、編曲：吉岡たく
  - 2ndアルバム収録曲の新録バージョン

表記はないが、5人バージョンである。

### DVD

#### 初回限定盤A
1. Singles Music Clips Collection
  1. Sexy Zone
  2. Lady ダイヤモンド
  3. Sexy Summerに雪が降る
  4. Real Sexy!
  5. バィバィDuバィ 〜See you again〜
  6. King & Queen & Joker
  7. 男 never give up - 中島健人・菊池風磨・佐藤勝利
  8. 君にHITOMEBORE - 中島健人・菊池風磨・佐藤勝利
  9. Cha-Cha-Cha チャンピオン - Sexy Family
  10. カラフル Eyes
  11. 勝利の日まで
2. Sexy Memories 〜僕たちの歩んだ5年の軌跡〜（約83分）

#### 初回限定盤B
「Sexy Zone CHANNELメンバーがセレクトする神回傑作選」
※再編成されたダイジェスト映像。
1. #1 ボルダリングに挑戦
2. #3 サプライズ！○○会（松島聡セレクション）
3. #4·5 ダブルダッチに挑戦！（佐藤勝利セレクション）
4. #8 ○○とシンクロしよう会！（中島健人セレクション）
5. #14 エッ！？○○で1時間？（菊池風磨セレクション）
6. #22 Are youマリウス？（マリウス葉セレクション）
7. 特別編 東北弾丸ツアー完全版＆未公開